# Tân An (thành phố)
Tân An là thành phố tỉnh lỵ cũ của tỉnh Long An, Việt Nam.

## Địa lý

### Vị trí địa lý

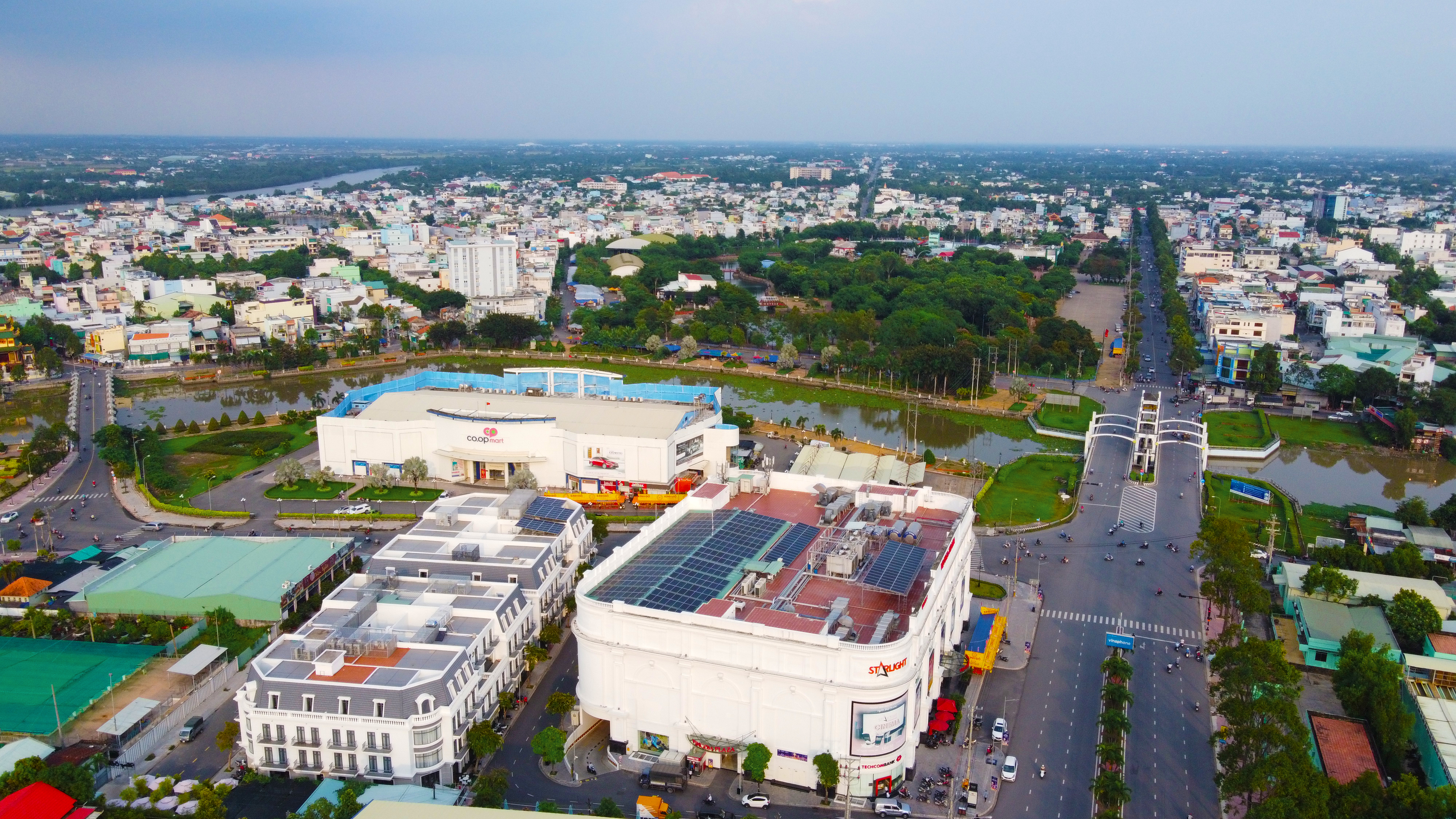
Trung tâm thành phố Tân An

Thành phố Tân An nằm về phía tây nam tỉnh Long An, cách Thành phố Hồ Chí Minh 47 km, có vị trí địa lý:
- Phía đông giáp huyện Châu Thành và huyện Tân Trụ
- Phía tây giáp huyện Tân Phước và huyện Châu Thành, tỉnh Tiền Giang
- Phía nam giáp huyện Chợ Gạo, tỉnh Tiền Giang
- Phía bắc giáp huyện Thủ Thừa.

Thành phố Tân An là trung tâm chính trị, văn hóa, kinh tế, khoa học kỹ thuật của tỉnh Long An. Thành phố vừa nằm trong vùng kinh tế trọng điểm phía nam, vừa là cửa ngõ kinh tế của các tỉnh đồng bằng sông Cửu Long, có trục giao thông chính thủy bộ chạy qua trung tâm là Quốc lộ 1, Quốc lộ 62 và sông Vàm Cỏ Tây. Nằm trong vùng kinh tế trọng điểm phía Nam. Là đô thị cửa ngõ của vùng Đồng bằng sông Cửu Long.

### Điều kiện tự nhiên
Khí hậu
Thành phố Tân An nằm trong vùng khí hậu nhiệt đới gió mùa, cận xích đạo, nền nhiệt độ cao và ổn định. Khí hậu chia làm 2 mùa rõ rệt, mùa mưa từ tháng 5 đến tháng 11, mùa khô từ tháng 12 đến tháng 4. Nhiệt độ trung bình năm là 27,9 °C. Độ ẩm tương đối ổn định trong năm với mức bình quân là 79,2%. Lượng mưa trung bình là 1.532 mm, tập trung từ tháng 5 đến tháng 11 chiếm khoảng 91,7% tổng lượng mưa cả năm.
Thủy văn
Hệ thống sông ngòi, kênh rạch trên địa bàn thành phố khá chằng chịt mang sắc thái của vùng đồng bằng sông Cửu Long và chịu ảnh hưởng chế độ bán nhật triều của biển Đông. Biên độ triều cực đại trong tháng từ 217 – 235 cm, đỉnh triều cực đại tháng 12 là 150 cm. Một chu kỳ triều khoảng 13–14 ngày. Do gần cửa biển, biên độ triều lớn, đỉnh triều vào đầu mùa gió chướng nên sông rạch thường bị xâm nhập mặn.
Về mùa lũ sông Vàm Cỏ Tây vừa chịu ảnh hưởng của thủy triều, vừa chịu ảnh hưởng của lũ ở vùng Đồng Tháp Mười tràn về. Mùa khô từ tháng 2 đến tháng 6 nước sông Vàm Cỏ Tây bị nhiễm mặn. Tháng 5 có độ mặn cao nhất 5,489 g/l, tháng 1 có độ mặn 0,079 g/l. Độ pH trong nước sông Vàm Cỏ Tây từ tháng 6 đến tháng 8 khoảng 3,8 – 4,3 nên không thể sử dụng cho sản xuất và sinh hoạt.
Địa hình
Địa hình Thành phố Tân An mang đặc điểm chung vùng đồng bằng Sông Cửu Long. Nơi đây địa hình được bồi đắp liên tục và đều đặn dẫn đến sự hình thành đồng bằng có bề mặt bằng phẳng và nằm ngang. Độ cao tuyệt đối biến đổi từ 0,5–2m (hệ Mũi Nai) và trung bình là 1–1,6m. Đặc biệt lộ ra một vùng cát từ Tiền Giang qua Tân Hiệp lên đến Xuân Sanh (Lợi Bình Nhơn) với độ cao thường biến đổi từ 1–3m.
Hầu hết phần diện tích đất ở hiện hữu không bị ngập úng, rải rác có những điểm trũng dọc theo hai bên bờ sông rạch bị ngập nước về mùa mưa. Nhìn chung địa hình Thành phố tương đối thấp, dễ bị tác động khi triều cường hoặc khi lũ Đồng Tháp Mười tràn về.
Tài nguyên
Tài nguyên nước mặt ở Long An khá phong phú, sông Vàm Cỏ Tây đoạn chảy qua Tân An có chiều dài 15,8 km, độ sâu trung bình 15m, nguồn nước chủ yếu do sông Tiền tiếp sang qua kênh Hồng Ngự và kênh Cái Cỏ. Kênh Bảo Định từ sông Vàm Cỏ Tây nối sông Tiền tại thành phố Mỹ Tho. Ngoài ra còn có Rạch Chanh, Rạch Châu Phê, Rạch Bình Tâm, Rạch Cần Đốt.
Nhìn chung nguồn nước mặt không thuận lợi cho sản xuất và sinh hoạt do bị nhiễm mặn, phèn và ô nhiễm chất thải. Nước mưa 1.200 – 1.600 mm/năm là nguồn bổ sung quan trọng cho nguồn nước mặt.
Chất lượng nước ngầm ở Tân An được đánh giá là khá tốt, đủ tiêu chuẩn sử dụng cho nhu cầu sinh hoạt. Kết quả phân tích một số mẫu nước ngầm ở thành phố cho thấy độ H=5,3–7,8; C=8–200 mg/l; lượng sắt tổng số Fe=1.28 – 41.8 mg/l. Theo số liệu khảo sát và tính toán của liên đoàn 8 địa chất thủy văn, trữ lượng nước ngầm của thành phố Tân An là trên 133.000 m³/ngày/đêm. Riêng phường Khánh Hậu có mỏ nước khoáng ở độ sâu 400m đang được khai thác.
Đất đai
Đất ở thành phố Tân An biến đổi mạnh theo địa hình. Khoảng 86,13% diện tích đất thuộc nhóm đất phù sa ngọt đang phát triển mạnh, còn lại là diện tích đất phèn. Có thể chia thành năm loại đất chính như sau:
- Đất phù sa đang phát triển tầng mặt giàu hữu cơ là 284,43 ha chiếm 3,47% so với tổng diện tích tự nhiên, phân bố rải rác trên địa hình trung bình đến hơi cao ở phường Khánh Hậu và xã An Vĩnh Ngãi. Loại đất này thích nghi nhiều loại cây trồng nên có tiềm năng đa dạng hóa rất cao.
- Đất phù sa phát triển sâu, điển hình, bão hòa nước ngầm là 4.507,72 ha, chiếm 55,02% diện tích tự nhiên. Đất phát triển từ vật liệu phù sa mới, trầm tích nước ngọt có địa hình cao và phân bố thành các vùng lớn ở khắp địa bàn thành phố. Loại đất này thích nghi nhiều loại cây trồng và có tiềm năng đa dạng hóa cây trồng rất cao.
- Đất phù sa phát triển sâu, bảo hòa nước ngầm là 1.994,09 ha chiếm 24,34% tổng diện tích tự nhiên. Mẫu chất là trầm tích phù sa mới, được hình thành và phát triển trong môi trường nước ngọt, phân bố trên địa hình cao, rãi rác trong địa bàn thành phố.
- Đất phèn tiềm tàng là 267,43 ha, chiếm 3,26% tổng diện tích tự nhiên. Phân bố trên địa hình trung bình ở phường Lợi Bình Nhơn, xã Hướng Thọ Phú và dọc sông Vàm Cỏ Tây.
- Đất phèn hoạt động là 152,19 ha chiếm 1,86% tổng diện tích tự nhiên, phân bố ở trung tâm xã Hướng Thọ Phú, đất có địa hình trung bình thấp so với chung quanh.

Là một địa bàn hình thành khá lâu nên phần lớn diện tích đất tự nhiên của thành phố Tân An được sử dụng vào mục đích phát triển kinh tế xã hội. Tuy là tỉnh lị của tỉnh Long An nhưng phần lớn diện tích đất tự nhiên được bố trí cho mục đích nông nghiệp (khoảng 72%). Diện tích đất chuyên dùng chiếm chưa đến 11%. Tổng diện tích đất sử dụng cho đô thị chiếm khoảng 27% tổng diện tích tự nhiên. Mức độ phát triển đô thị trên địa bàn thành phố tương đối thấp, chưa đạt yêu cầu là trung tâm tỉnh lỵ

## Hành chính
Thành phố Tân An có 13 đơn vị hành chính cấp xã trực thuộc, bao gồm 8 phường: 1, 3, 4, 5, 6, 7, Khánh Hậu, Tân Khánh và 5 xã: An Vĩnh Ngãi, Bình Tâm, Hướng Thọ Phú, Lợi Bình Nhơn, Nhơn Thạnh Trung.
| Tên        | Diện tích (km²) | Dân số ngày 31/12/2022 (người) |
| ---------- | --------------- | ------------------------------ |
| Phường (8) |                 |                                |
| Phường 1   | 2,08            | 28.751                         |
| Phường 3   | 3,13            | 19.549                         |
| Phường 4   | 5,52            | 18.371                         |
| Phường 5   | 6,49            | 13.081                         |
| Phường 6   | 7,44            | 13.626                         |
| Phường 7   | 4,15            | 7,751                          |
| Khánh Hậu  | 3,79            | 6.804                          |
| Tân Khánh  | 7,00            | 7.184                          |

| Tên              | Diện tích (km²) | Dân số ngày 31/12/2022 (người) |
| ---------------- | --------------- | ------------------------------ |
| Xã (5)           |                 |                                |
| An Vĩnh Ngãi     | 6,70            | 7.260                          |
| Bình Tâm         | 5,92            | 7.271                          |
| Hướng Thọ Phú    | 8,73            | 8.070                          |
| Lợi Bình Nhơn    | 12,01           | 12.090                         |
| Nhơn Thạnh Trung | 8,71            | 8.822                          |

## Lịch sử
Tân An cũng từng là tỉnh lỵ của tỉnh Tân An cũ trước năm 1956.

### Thời phong kiến
Đầu thế kỷ XVII, Tân An thuộc Chân Lạp.
Năm 1620, chúa Nguyễn Phúc Nguyên gả công chúa Ngọc Vạn cho vua Chân Lạp, cư dân người Việt bắt đầu có mặt ở vùng đất mới phương Nam. Qua một thời gian dài, địa bàn khai phá được mở rộng hơn và ngày càng có những thay đổi đáng kể về diện mạo.
Năm 1698, khi Lễ thành hầu Nguyễn Hữu Cảnh vào kinh lược, toàn bộ vùng đất mới phương Nam được đặt thành phủ Gia Định. Lúc bấy giờ địa bàn Tân An ngày nay trực thuộc tổng Thuận An, huyện Tân Bình, dinh Phiên Trấn, phủ Gia Định.
Theo Gia Định thành thông chí, năm 1705 Thống suất Nguyễn Cửu Vân – tướng của chúa Nguyễn – sau khi giúp vua Chân Lạp đánh bại quân Xiêm đã cho đóng quân tại Vũng Gù (vùng chợ Tân An ngày nay) và cho đào kênh, lập đồn điền, xây đồn lũy phòng vệ. Đến cuối thế kỷ XVIII, vùng này trở nên trù phú, dân cư đông đúc.
Năm 1802, vua Gia Long cho đổi Gia Định phủ thành Gia Định trấn gồm 4 dinh và 1 trấn.
Năm 1808, Gia Định trấn lại đổi thành Gia Định thành, dinh Phiên Trấn đổi thành trấn Phiên An. Lúc bấy giờ, vùng Tân An ngày nay trực thuộc huyện Thuận An, phủ Tân Bình, trấn Phiên An.
Thời vua Minh Mạng, năm 1832 Gia Định thành bị giải thể, 5 trấn đổi thành 6 tỉnh. Trấn Phiên An được đổi thành tỉnh Phiên An gồm 2 phủ: phủ Tân Bình và phủ Tân An. Phủ Tân An gồm 2 huyện: huyện Phước Lộc và huyện Cửu An (do huyện Thuận An đổi tên thành). Địa bàn thành phố Tân An hiện nay bao gồm đất đai hai bên sông Vàm Cỏ Tây, thuộc huyện Cửu An, phủ Tân An, tỉnh Phiên An và sau đó là tỉnh Gia Định. Phủ lỵ phủ Tân An đặt tại thôn Bình Khuê, huyện Cửu An (có tài liệu viết là Bình Quê, Bình Khuể – nay là xã Quê Mỹ Thạnh, huyện Tân Trụ).

### Thời Pháp thuộc
Với Hòa ước Nhâm Tuất (1862), triều đình Huế nhượng hẳn 3 tỉnh miền Đông Nam Kỳ (Biên Hòa, Gia Định và Định Tường) cho thực dân Pháp làm thuộc địa. Chính quyền thực dân Pháp chia 3 tỉnh này thành 13 thành các hạt thanh tra (inspection), do các viên chức Pháp ngạch thanh tra các công việc bản xứ (inspecteur des affaires indigeânes) đứng đầu, nhưng tạm thời vẫn giữ cơ cấu phủ huyện cũ.
Năm 1863, phủ lỵ Tân An được dời từ thôn Bình Khuê về thôn Nhơn Thạnh (nay là thuộc địa bàn phường 5, thành phố Tân An)
Năm 1865, phủ Tân An đổi thành hạt Tân An.
Ngày 9 tháng 11 năm 1864, thực dân Pháp thành lập các khu thanh tra sau trên địa bàn phủ Tân An cũ:
- Khu thanh tra Tân An: thành lập trên địa bàn hai huyện Cửu An và Tân Thạnh của phủ Tân An.
- Khu thanh tra Phước Lộc: thành lập trên địa bàn huyện Phước Lộc của phủ Tân An, sau đổi tên là khu thanh tra Cần Giuộc vào ngày 16 tháng 8 năm 1867, rồi giải thế nhập vào khu thanh tra Chợ Lớn và khu thanh tra Tân An vào ngày 5 tháng 6 năm 1871.
- Khu thanh tra Tân Hòa: thành lập trên địa bàn huyện Tân Hòa của phủ Tân An, sau đổi tên là khu thanh tra Gò Công ngày 16 tháng 8 năm 1867.

Sau khi chiếm được toàn bộ Nam Kỳ, năm 1868, chính quyền thực dân Pháp bãi bỏ các đơn vị hành chính phủ, huyện, phân chia lại toàn bộ cõi Nam Kỳ. Các hạt thanh tra về sau cũng được đổi thành hạt tham biện (arrondissement), do các Chánh tham biện (administrateur) người Pháp đứng đầu. Tuy vậy, chính quyền thực dân Pháp vẫn giữ lại cơ cấu hành chính cấp thấp như tổng, xã thôn.
Năm 1869, lỵ sở của hạt chuyển về thôn Bình Lập (thôn này được vua Tự Đức ban sắc phong vào năm 1852).
Ngày 20 tháng 12 năm 1899, Toàn quyền Đông Dương ban hành Nghị định về việc đổi tất cả các hạt tham biện thành tỉnh thì từ ngày 1 tháng 1 năm 1900 hạt tham biện Tân An trở thành tỉnh tỉnh Tân An.
Tỉnh Tân An gồm 3 quận: Châu Thành, Thủ Thừa, Mộc Hóa. Tỉnh lỵ Tân An đặt tại làng Bình Lập thuộc quận Châu Thành.
Ngày 20 tháng 11 năm 1952, thành lập quận Tân Trụ thuộc tỉnh Tân An.

### Thời Việt Nam Cộng hòa
Ban đầu, chính quyền Quốc gia Việt Nam và sau đó là Việt Nam Cộng hòa vẫn duy trì tên gọi tỉnh Tân An như thời Pháp thuộc.
Sau năm 1956, các làng gọi là xã.
Ngày 17 tháng 2 năm 1956, chính quyền Việt Nam Cộng hòa ban hành Sắc lệnh số 21-NV về việc thành lập mới tỉnh Mộc Hóa trên cơ sở tách toàn bộ quận Mộc Hóa, một phần đất đai quận Thủ Thừa của tỉnh Tân An; một phần nhỏ đất đai của tỉnh Sa Đéc và tỉnh tỉnh Mỹ Tho.
Ngày 22 tháng 10 năm 1956, Tổng thống Việt Nam Cộng hòa Ngô Đình Diệm ký Sắc lệnh số 143/VN để "thay đổi địa giới và tên Đô thành Sài Gòn – Chợ Lớn cùng các tỉnh và tỉnh lỵ tại Việt Nam". Địa giới và địa danh các tỉnh ở miền Nam thay đổi nhiều, một số tỉnh mới được thành lập:
- Địa phận Việt Nam Cộng hòa gồm Đô thành Sài Gòn và 22 tỉnh.
- Tỉnh Mộc Hóa được đổi tên thành tỉnh Kiến Tường.
- Thành lập tỉnh Long An trên cơ sở phần đất đai còn lại của tỉnh Tân An và phần lớn đất đai của tỉnh Chợ Lớn.

Tỉnh Long An có 7 quận: Bến Lức, Đức Hòa, Cần Đước, Cần Giuộc, Châu Thành, Thủ Thừa, Tân Trụ. Tỉnh lỵ tỉnh Long An đặt tại Tân An và vẫn giữ nguyên tên là "Tân An", về mặt hành chánh thuộc xã Bình Lập, quận Châu Thành.
Ngày 3 tháng 10 năm 1957, quận Châu Thành được đổi tên thành quận Bình Phước (địa bàn Tân An ngày nay chính là xã Bình Lập thuộc quận Bình Phước khi đó).

### Từ năm 1975 đến nay
Ngày 13 tháng 3 năm 1976, Chính phủ Cách mạng lâm thời Cộng hòa miền Nam Việt Nam ban hành Nghị quyết về việc thành lập tỉnh Long An mới trên cơ sở tỉnh Long An cũ, tỉnh Kiến Tường và 2 huyện: Đức Hòa, Đức Huệ của tỉnh Hậu Nghĩa.
Năm 1976, Hội đồng Chính phủ ban hành Quyết định về việc thành lập thị xã Tân An trên cơ sở tách đất xã Bình Lập của quận Bình Phước (huyện Châu Thành ngày nay).
Thị xã Tân An có 4 phường: 1, 2, 3, 4.
Ngày 14 tháng 1 năm 1983, Hội đồng Bộ trưởng ban hành Quyết định số 05-HĐBT về việc sáp nhập 3 xã: Nhơn Thạch Trung, Bình Tâm, An Vĩnh Ngãi của huyện Vàm Cỏ và 3 xã: Hướng Thọ Phú, Khánh Hậu, Lợi Bình Nhơn của huyện Bến Thủ vào thị xã Tân An.
Thị xã Tân An có tổng diện tích tự nhiên là 7.794 ha.
Ngày 24 tháng 3 năm 1994, Chính phủ ban hành Nghị định số 27-CP về việc thành lập Phường 5 trên cơ sở tách 282,5 ha diện tích tự nhiên với 3.528 nhân khẩu của xã Hướng Thọ Phú; 193 ha diện tích tự nhiên với 2.695 nhân khẩu của xã Nhơn Thạnh Trung.
Ngày 19 tháng 5 năm 1998, Chính phủ ban hành Nghị định số 32/1998/NĐ-CP về việc thành lập Phường 6 trên cơ sở 697 ha diện tích tự nhiên và 7.554 nhân khẩu của xã Lợi Bình Nhơn.
Cuối năm 2004, thị xã Tân An bao gồm 6 phường: 1, 2, 3, 4, 5, 6 và 6 xã: Hướng Thọ Phú, Nhơn Thạnh Trung, Lợi Bình Nhơn, Bình Tâm, Khánh Hậu, An Vĩnh Ngãi.
Ngày 19 tháng 6 năm 2006, Chính phủ ban hành Nghị định số 60/2006/NĐ-CP về việc:
- Thành lập Phường 7 trên cơ sở điều chỉnh 185,09 ha diện tích tự nhiên và 1.475 nhân khẩu của xã An Vĩnh Ngãi; 45,65 ha diện tích tự nhiên và 343 nhân khẩu của xã Bình Tâm; 141,93 ha diện tích tự nhiên và 2.410 nhân khẩu của Phường 3.
- Thành lập phường Tân Khánh trên cơ sở điều chỉnh 696 ha diện tích tự nhiên và 5.523 nhân khẩu của xã Khánh Hậu.
- Thành lập phường Khánh Hậu trên cơ sở 388,7 ha diện tích tự nhiên và 5.052 nhân khẩu còn lại của xã Khánh Hậu.

Sau khi điều chỉnh địa giới hành chính, thị xã Tân An có 8.179,3 ha diện tích tự nhiên và 121.337 nhân khẩu; có 14 đơn vị hành chính trực thuộc, bao gồm 9 phường: 1, 2, 3, 4, 5, 6, 7, Tân Khánh, Khánh Hậu và 5 xã: Hướng Thọ Phú, Nhơn Thạnh Trung, Lợi Bình Nhơn, Bình Tâm, An Vĩnh Ngãi.
Ngày 19 tháng 4 năm 2007, Bộ Xây dựng ban hành Quyết định số 590/QĐ-BXD về việc công nhận thị xã Tân An, tỉnh Long An là đô thị loại III.
Ngày 24 tháng 8 năm 2009, Chính phủ ban hành Nghị quyết số 38/NQ-CP về việc thành lập thành phố Tân An thuộc tỉnh Long An trên cơ sở toàn bộ diện tích tự nhiên, dân số và các đơn vị hành chính trực thuộc của thị xã Tân An.
Thành phố Tân An có diện tích tự nhiên 8.194,94 ha và 166.419 nhân khẩu; có 14 đơn vị hành chính cấp xã, bao gồm 9 phường: 1, 2, 3, 4, 5, 6, 7, Khánh Hậu, Tân Khánh và 5 xã: Hướng Thọ Phú, An Vĩnh Ngãi, Lợi Bình Nhơn, Bình Tâm, Nhơn Thạnh Trung.
Ngày 5 tháng 9 năm 2019, Thủ tướng Chính phủ ban hành Quyết định số 1140/QĐ-TTg về việc công nhận thành phố Tân An là đô thị loại II trực thuộc tỉnh Long An.
Thành phố Tân An có diện tích tự nhiên 8.173,37 ha và dân số là 201.902 người; có 14 đơn vị hành chính cấp xã, bao gồm 9 phường: 1, 2, 3, 4, 5, 6, 7, Khánh Hậu, Tân Khánh và 5 xã: Hướng Thọ Phú, An Vĩnh Ngãi, Lợi Bình Nhơn, Bình Tâm, Nhơn Thạnh Trung.
Ngày 24 tháng 10 năm 2024, Ủy ban Thường vụ Quốc hội ban hành Nghị quyết số 1244/NQ-UBTVQH15 về việc sắp xếp đơn vị hành chính cấp xã của tỉnh Long An giai đoạn 2023–2025 (nghị quyết có hiệu lực từ ngày 1 tháng 12 năm 2024). Theo đó, sáp nhập Phường 2 vào Phường 1.
Thành phố Tân An có 8 phường và 5 xã như hiện nay.

## Dân số
Dân số thành phố đạt 181.327 người. Tốc độ tăng dân số bình quân giai đoạn 1989 – 1999 là 1,27%, thấp hơn so với mức bình quân của tỉnh (1,55%). Mật độ dân số trung bình của thành phố là 2.219 người/km².
Lao động trong độ tuổi năm 1999 là 71.927 người chiếm tỷ lệ 63% dân số, trong đó lao động trong khu vực I chiếm 28%, lao động trong khu vực II chiếm 13,6% và lao động trong khu vực III chiếm 42% trong tổng số lao động, cho thấy mức độ tham gia sản xuất của khu vực thương mại - dịch vụ khá cao. Lao động gia tăng bình quân hàng năm khoảng 2.800 người/năm, trong đó lao động thất nghiệp giảm dần từ năm 1991 là 11.034 người (18%) đến năm 1999 còn khoảng 4.479 người (7%).
Hiện nay, trên địa bàn thành phố Tân An đã và đang hình thành một số khu đô thị mới như khu đô thị Green City Long An, khu đô thị ven sông Vàm Cỏ,...
Thành phố Tân An có diện tích 81,95 km², dân số theo số liệu điều tra đến ngày 21/5/2013 là 130.806 người, mật độ dân số đạt 1.596 người/km².
Thành phố Tân An có diện tích 81,73 km², dân số quy đổi tính đến ngày 31/12/2018 là 201.902 người, trong đó: dân số thường trú là 138.852 người và dân số tạm trú là 63.050 người, mật độ dân số đạt 2.470 người/km².
Thành phố Tân An có diện tích 81,94 km², dân số ngày 1/4/2019 là 145.120 người, mật độ dân số đạt 1.771 người/km².
Thành phố Tân An có diện tích 81,73 km², dân số quy đổi tính đến ngày 31/12/2022 là 158.637 người, mật độ dân số đạt 1.940 người/km².

## Văn hóa
Thành phố Tân An có các di tích lịch sử văn hoá như: Bảo tàng Long An, chùa Long Châu, chùa Thiên Khánh,...
Hình thành từ cuối thế kỷ thứ 17 từ nhiều nguồn nên cộng đồng dân cư thành phố Tân An có kiến thức, tay nghề, kinh nghiệm sản xuất và vốn văn hóa dân gian cũng đa dạng phong phú. Tuy quy mô không lớn nhưng thành phố Tân An cũng khá nổi tiếng ở miền Nam với những nét độc đáo về cảnh sắc, về phong cách sinh hoạt và là nơi hội tụ văn hóa văn nghệ mang đậm nét bản sắc dân tộc. Đây cũng là nơi có khá nhiều di tích lịch sử văn hóa như lăng Nguyễn Huỳnh Đức và gần 100 ngôi đình chùa, miếu.

## Giao thông
Tân An là đầu mối giao thông quan trọng trong vùng, từ trung tâm thành phố, có Quốc lộ 1 đi Thành phố Hồ Chí Minh và các tỉnh vùng Đồng bằng sông Cửu Long, Quốc lộ 62 dẫn lên vùng Đồng Tháp Mười. Đầu năm 2010, đường cao tốc CT01 Thành phố Hồ Chí Minh - Trung Lương đi vào hoạt động, tuyến đường này cắt qua Quốc lộ 62 cách trung tâm thành phố khoảng 4 km, là một trong những tuyến đường quan trọng tạo động lực cho thành phố phát triển.
Các trục giao thông chính của Long An là QL.1, Tuyến Cao tốc TPHCM - Trung Lương, Tuyến tránh QL.1, QL62, ĐT833, ĐT834, ĐT827A, Đường Châu Thị Kim, Đường Nguyễn Thông. Đây là những tuyến đường giao thông huyết mạch, nối kết thành phố với các huyện trong tỉnh và các tỉnh trong vùng. Trong nội ô Tân An đang tích cực mở đường, nâng cấp chỉnh trang bộ mặt đô thị. Nhiều dự án nâng cấp cơ sở hạ tầng đang được thực hiện nhanh chóng:
- Dự án đường Vành đai ngoài và cầu qua sông Vàm Cỏ Tây (thông xe toàn tuyến cuối năm 2023).
- Dự án đường Hùng Vương nối dài (đoạn Phường 3 đến Bình Tâm).
- Dự án đường Vành đai trong.
- Các dự án kè sông Vàm Cỏ Tây (đoạn P1, P2, P3, P5, P6, xã Lợi Bình Nhơn và xã Hướng Thọ Phú).
- Các dự án kè sông Bảo Định (đoạn P3, P4, P7, P. Tân Khánh và xã An Vĩnh Ngãi).

Các con đường bị đổi tên ở thành phố Tân An
- Đường Gia Long và Thái Lập Thành nay là đường Nguyễn Huệ.
- Đại lộ Nguyễn Huỳnh Đức nay là đường Trương Định.
- Đại lộ Thống Nhứt và Thủ tướng Thinh nay là đường Nguyễn Trung Trực.
- Đường Nguyễn Trung Trực nay là đường Võ Văn Tần.
- Đường Lê Văn Duyệt nay là đường Nguyễn Duy.
- Đường Quang Trung nay là đường Trương Công Xưởng.
- Đường Phan Thanh Giản nay là đường Phan Văn Đạt.
- Đường Võ Tánh nay là một phần đường Nguyễn Đình Chiểu.
- Đường Trưng Nữ Vương nay là đường Hai Bà Trưng.
- Đường Lê Phát Thanh nay là đường Ngô Quyền.
- Đường Trương Vĩnh Ký nay là đường Võ Công Tồn.
- Đại lộ Cộng Hòa nay là đường Cách Mạng Tháng 8.
- Đường Phan Châu Trinh nay là đường Lý Công Uẩn.
- Đường Bartol nay là đường Nguyễn Thái Học.